# Anaïs Jomby
Anaïs Jomby, née le 29 septembre 1986 à La Roche-sur-Yon (Vendée), est une joueuse française de basket-ball.

## Biographie
Après cinq saisons à Reims (9,2 points et 2,1 rebonds en 2014-2015), elle signe en Nationale 1 à Sannois St Gratien.
Pour 2016-2017, elle signe pour une autre équipe de NF1, Franconville, après une année difficile à Sannois Saint Gratien, maintenu seulement par un repêchage.

## Clubs
| Saisons   | Équipe               | Pays   |
| 2006-2010 | Limoges ABC          | France |
| 2010-2015 | Reims Basket Féminin | France |
| 2015-2016 | Sannois St Gratien   | France |
| 2016-     | Franconville         | France |